# Ko Szan
Ko Szan  (Puszan, 1976. október 19.–) dél-koreai matematikus, kiképzett űrhajós.

## Életpálya
A Szöuli Nemzeti Egyetemen szerzett matematikából és kognitív tudományból oklevelet. Ugyanitt végez számítógép felhasználási kutatást. Alapítója és vezérigazgatója a TIDE Intézetnek. 2010-től a Harvard Egyetemen.
2006. december 25-től a Jurij Gagarin Űrhajóskiképző Központban részesült kiképzésben. Kijelölték az űrfeladat elvégzésére, de az orosz vezetés kérte lecserélését (titkos információk megsértéséért). Űrhajós pályafutását 2008. április 19-én fejezte be.

## Tartalék személyzet
Szojuz TMA–12 speciális kutató, kiképzett űrhajós, I Szojon tartalék űrpilótája.

## Sporteredmények
- 2004-ben az nemzeti amatőr ökölvívó bajnokságon bronzérmet nyert.
- 2004-ben felmászott a 7546 méter magas kínai Muztág Ata hegyre.